# Sardakai
Sardakai, oder Das kommt davon (Das kommt davon, oder Wenn Sardakai auf Reisen geht), Op. 206, är en komisk opera i två akter med musik av Ernst Krenek. Den "lättviktiga, fluffiga farsen", som Krenek beskrev stycket, rör sig kring ett Così fan tutte inspirerat scenario på den fiktiva söderhavsön Migo Migo. Kreneks libretto var avsett att göra narr av både vänster- och högerextrema "heliga kor".
Premiären den 27 juni 1970 i Hamburg blev en katastrof, enligt vissa samtida och efterföljande kommentatorer var skulden operachefens beslut att tillåta Krenek, som bodde i Kalifornien, att skriva sitt eget libretto vilket visade sig vara fjärran från den dåvarande stämningen i Tyskland och situationen på Hamburgoperan.
Krenek betonade starkt konflikten mellan kommunismen och kapitalismen i sin opera. Drottning Sardakai av ön Migo Migo ställs mot den revolutionära ledaren Urumuru, som bor i den lika fiktiva europeiska platsen Romadra. Handlingen kunde överföras till konflikten mellan USA, Kuba, Vietnam och Kambodja. Den Mozart-pastischartade musiken uppfattades mer absurd än underhållande. Den är skriven i en komplex seriell stil, men ter sig mer som skådespelsmusik än som en integrerad del av ett drama.

## Inspelning
- Ksenija Lukic, Egbert Junghanns, Markus Köhler, Jörg Dürmüller, Rundfunk-Sinfonieorchester Berlin, Reinhard Schmiedel, Capriccio 2CD 2000